# 麗晶中心
22°22′03″N 114°08′16″E / 22.3676°N 114.1379°E
麗晶中心（英語：Regent Centre）是座落於香港新界葵青區葵涌東北和宜合道63至73號的一個新型工貿建築群，共有A、B兩座，於1996年落成，麗晶中心別稱葵涌麗晶中心或和宜合道麗晶中心。大廈由2012年5月起萬科置業海外持有。

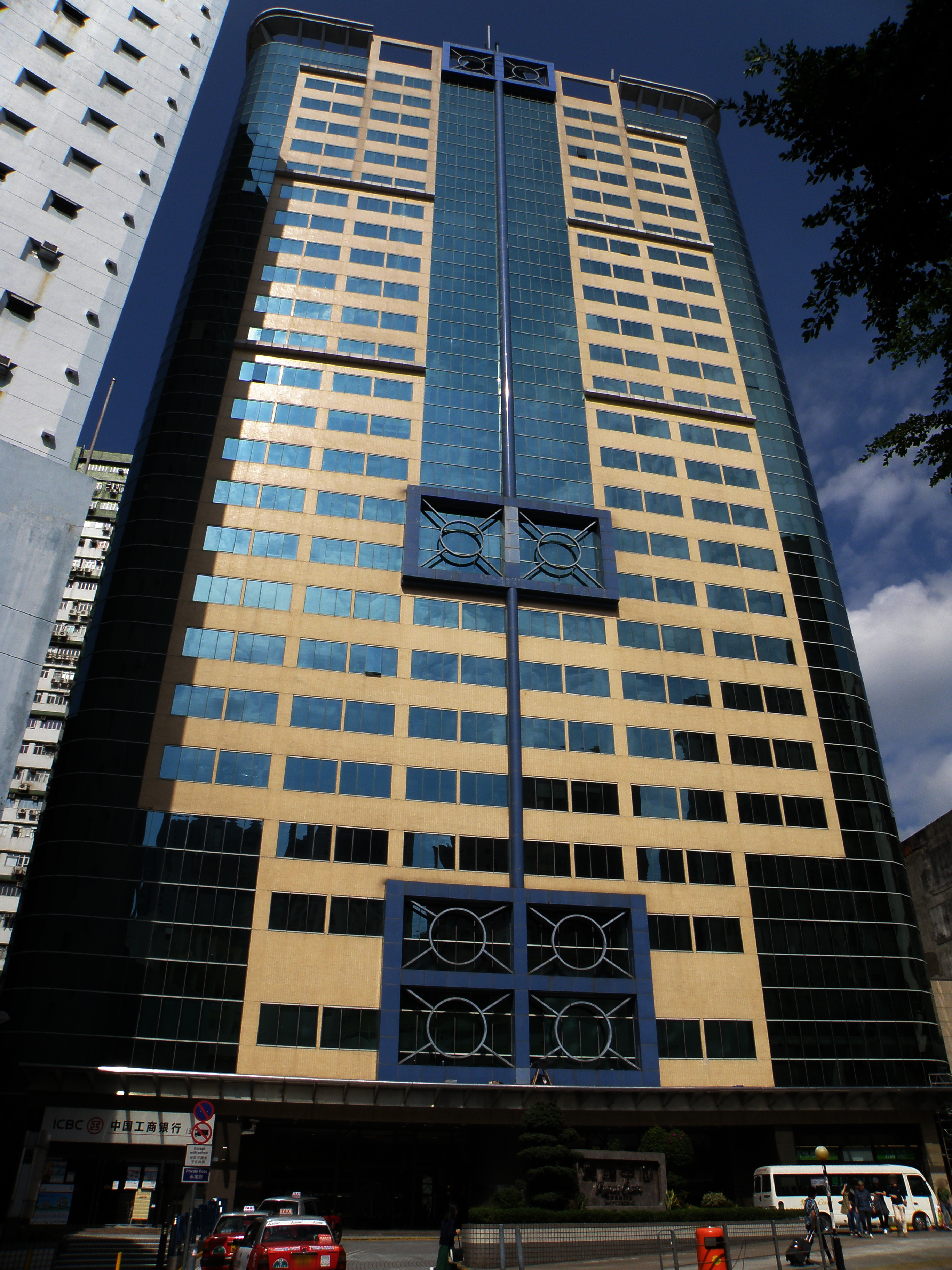
麗晶中心A座

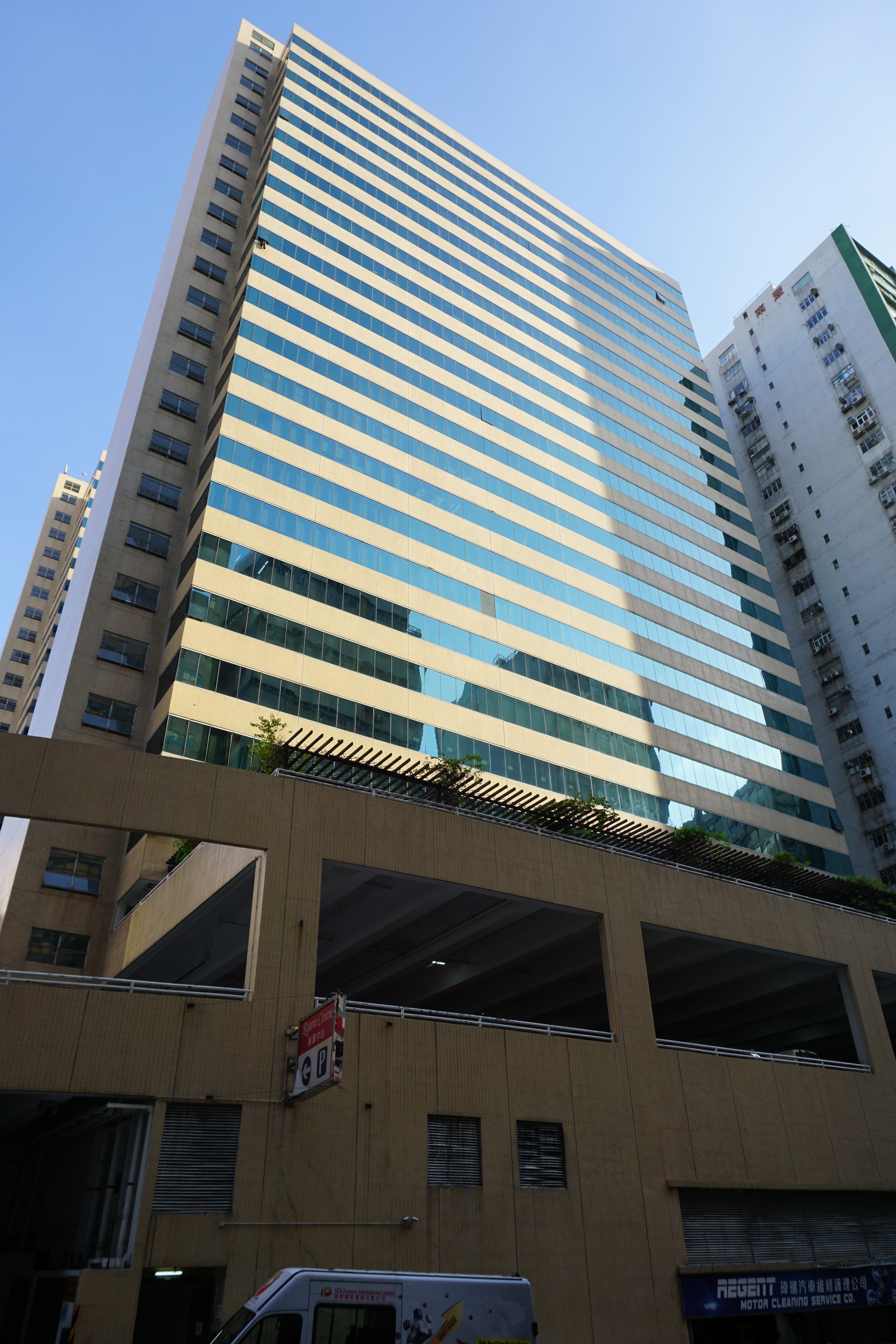
麗晶中心B座

## 簡介
和宜合道下段是一個傳統的工業舊區，香港政府於1990年代起把部分工廠大廈拆建，成為新的寫字樓大廈、住宅、貿易中心等。麗晶中心前身是一座已老化的機器廠房，仲量聯行把之重新發展。雖不是位於葵芳站附近，但和宜合道交通尚算方便，也吸引中小型企業集團選擇該廈作總部，行業多元化，形成了集聚經濟效益，麗晶中心可說是「百家企業總部」。2014年10月，曾發生9日內有2宗以「蜈蚣彈」及放蛇事件。

## 公司（部份）
- 電子核證服務有限公司
- 匯泉國際有限公司與其附屬公司（人頭馬亞洲太平洋、美果亞洲有限公司）
- 駿偉實業有限公司（生產塑膠產品）
- 品高塑膠有限公司
- 紅牛新界批發部
- 優質堂（北海道海鮮批發送貨服務）
- 太平地氈國際有限公司
- 嘉榮電器貿易有限公司
- 駿傲國際有限公司
- Gigabyte（智能手機維修中心）
- 富興實業
- 裕鋒有限公司（是ssk香港代理，批發讀卡器，攝像頭，MP4產品）
- 珠江眼鏡製造廠有限公司
- 寶爾氣輔有限公司
- i010.com (International) Limited
- 數碼貿易運輸網絡有限公司
- 白光燈照明有限公司
- 貿易通總部
- 得利高工業有限公司（移印技術）
- 名牌開倉
- 鷹美 (國際) 控股有限公司
- 中音有限公司
- 盈聲控股有限公司
- 中國長遠控股有限公司
- 三聯 (俊勤) 有限公司（提供水族飼養用之殺菌淨化沙）
- 工商銀行收票行
- 百特精品有限公司
- 中南騰飛科技顧問
- 香港鞋業商會辦事處
- 東方包裝 (香港) 有限公司

## 外部連結
- 貿易通新總部啟用